# 11ª Armata (Regio Esercito)
La 11ª Armata è stata una grande unità del Regio Esercito Italiano della seconda guerra mondiale che nel corso del conflitto ha operato sul fronte greco-albanese.

## Storia
Il Comando 11ª Armata venne costituito il 9 novembre 1940 in Albania, per trasformazione del preesistente Comando Superiore Truppe Albania inquadrando l'VIII e il XXV Corpo d'armata e destinato al settore meridionale della frontiera greco-albanese, per estendere successivamente il proprio schieramento dal massiccio del Pindo al Mar Ionio, con le unità dislocate oltre il confine albanese nel territorio dell'Epiro.
L'iniziale spinta offensiva dei reparti venne però compromessa dalla crisi verificatasi sulla frontiera macedone nella prima metà di novembre e dalla perdita di Ersekë, importante punto di saldatura con la 9ª Armata, con i greci che sfruttando la situazione a proprio favore, il 20 novembre attaccarono il fianco sinistro dello schieramento. Nel corso dei combattimenti sviluppati soprattutto nella zona di Konista, sul corridoio per Kalibaki, a Ponte di Perati, lungo il vallone del Sarantaporos e a cavallo della Vojussa, lo slancio offensivo dei greci venne dapprima frenato e poi arrestato.
La pressione dei greci si manifestò anche nel settore meridionale dove, il 23 novembre, un attacco portato alle spalle del fianco a mare della 11ª Armata consigliò un arretramento della grande unità italiana, che nel mese di dicembre venne rinforzata con il IV Corpo d'armata e il Corpo d'armata speciale. I combattimenti si spostarono intorno ad Argirocastro, evacuata il 7 dicembre, e nella Valle dell'Osum, via di penetrazione per Berat, dove i greci, impadronitosi del passo Devris, costrinsero aliquote dell'ala sinistra dell'11ª Armata a ripiegare sul massiccio del Tomori. I combattimenti furono particolarmente violenti anche lungo la dorsale del Kiarista e in corrispondenza del nodo stradale di Klisura nella Valle del Vojussa; nella Valle del Drino, pesanti attacchi diretti contrio i pilastri difensivi del Mali Ormova e di Buzë-Devri, nonché in corrispondenza dell'area di Kurvelesh, costrinsero la difesa a qualche arretramento locale, ma non consentirono ai greci di raggiungere la via per Tepelenë obiettivo dell'attacco. In Val Shushitza e sul litorale le truppe greche il 12 dicembre, e nei giorni successivi, tentarono la rottura riuscendo soltanto a imporre lievi adeguamenti territoriali al fronte da Porto Palermo a Dermi e dalle posizioni di Chiafat e Drase a quelle di Vranište e Bolena.
All'inizio del 1941 le unità grece proseguirno l'offensiva sulla direttrice operativa Vojussa-Desnitsa, vincendo tra l'8 e il 9 gennaio la resistenza dei reparti italiani e superando gli ultimi capisaldi a protezione del passo di Klisura. Dal 26 al 30 gennaio, unità dell'11ª Armata sferrarono decisi contrattacchi per la riconquista di Klisura, senza tuttavia conseguireo esiti positivi a causa della violenta reazione greca. In febbraio venne combattuta la battaglia difensiva per Tepelenë nella quale i greci tentarono un estremo sforzo per avere ragione della difesa italiana, riuscendo ad impadronirsi delle vette dei monti Scindeli il 14 febbraio e l'8 marzo le alture del Golico e del Trebeshina, ma la loro spinta offensiva si esaurì sulle conquiste di queste alture senza ottenere lo sperato sfondamento in direzione di Valona.
Il 9 marzo ebbe inizio la progettata controffensiva italiana, ribattezzata "offensiva di primavera" e lo stesso Benito Mussolini, giunto in Albania il 2 marzo, assistette all'inizio dell'attacco da un posto di osservazione vicino alle prime linee. La controffensiva italian vide in prima fila l'11ª Armata con i suoi corpi d'armata; circa 300 cannoni, seguiti poi dai bombardieri, colpirono ripetutamente le posizioni greche, aprendo la via all'attacco dell'VIII Corpo d'armata del generale di corpo d'armata Gastone Gambara, sostenuto a sud-ovest dal XXV Corpo d'armata del generale di corpo d'armata Carlo Rossi e a nord-est dal IV Corpo d'armata del generale di corpo d'armata Carlo Spatocco. Dopo un inizio apparentemente confortante, l'attacco italiano segnò il passo a poco dopo l'avvio con lo staticizzarsi dell'azione che assunse l'aspetto di una battaglia di logoramento con elevatissimi tassi di usura e ingenti perdite per entrambi gli combattenti, con varie posizioni ripetutamente conquistate e perdute.
Con l'invasione tedesca della Grecia, per i greci la situazione precipitò e il 13 aprile ebbe inizio il cedimento dell'Esercito greco guidato dal generale Alexandros Papagos. Le forze italiane si spinsero avanti nel vuoto lasciato dai greci in ritirata, e, sebbene il morale e la coesione dei reparti greci peggiorassero di giorno in giorno, si verificarono ancora diverse azioni di retroguardia; il 14 aprile le truppe italiane rioccuparono Coriza, seguita il 18 aprile da Argirocastro. Alle 14:45 del 23 aprile a Giannina venne siglato l'armistizio conclusivo delle ostilità sul fronte greco-albanese che imponeva sostanzialmente una resa incondizionata delle forze greche, firmato dal Tenente generale Georgios Tsolakoglu per la Grecia e il generale Alberto Ferrero per l'Italia.

## Comando Superiore Forze Armate Grecia
Dopo l'armistizio con la Grecia le unità dell'11ª Armata vennero impiegate quali truppe di occupazione del territorio peninsulare ed insulare ellenico. Il 1º luglio 1941 l'11ª Armata, ampliati compiti e funzioni, venne ridenominata Comando Superiore Forze Armate Grecia, assumendo alle proprie dipendenze il III e il XXVI Corpo d'armata, perdendo il Corpo d'armata speciale e cedendo il 1º dicembre alla 9ª Armata il XXV Corpo d'armata.
Il Comando Superiore Forze Armate Grecia, con sede ad Atene, fu passato in rassegna da Mussolini nel luglio del 1942; in quell'occasione il Duce visitò anche il Partenone, commentando "Bello. Ma piccolino". Il comando superiore, oltre ad azioni di antiguerriglia, assunse anche compiti di difesa costiera del territorio greco e, dal mese di febbraio 1942, anche delle Isole Ionie.
Il 1º giugno 1943 assunse nuovamente la denominazione di Comando 11ª Armata trasformandosi in una grande unità mista italo-tedesca inquadrando alle proprie dipendenze il III e il XXVI Corpo d'armata italiano e il LXVIII Corpo d'armata tedesco. Dal 28 luglio l'11ª Armata è passata operativamente alle dipendendenze dell'Heeresgruppe E del Generaloberst Alexander Löhr con sede a Salonicco, proseguendo nei compiti di attività antiguerriglia e antisbarco fino all'8 settembre 1943. Il comando dell'11ª Armata venne sciolto ad Atene il 18 settembre 1943 a seguito degli avvenimenti che seguirono all'armistizio dell'8 settembre.

## Comandanti
Comando 11ª Armata (1940-1941)
| Grado                      | Nome                       | Dal              | Fino al          |
| -------------------------- | -------------------------- | ---------------- | ---------------- |
| Generale di corpo d'armata | Sebastiano Visconti Prasca | 9 novembre 1940  | 16 novembre 1940 |
| generale d'armata          | Carlo Geloso               | 16 novembre 1941 | 1 luglio 1941    |

Comando Superiore FF.AA. Grecia
| Grado                       | Nome               | Dal           | Fino al       |
| --------------------------- | ------------------ | ------------- | ------------- |
| generale d'armata           | Carlo Geloso       | 1 luglio 1941 | 3 maggio 1943 |
| generale designato d'armata | Carlo Vecchiarelli | 3 maggio 1943 | 1 giugno 1943 |

Comando 11ª Armata (1943)
| Grado                       | Nome               | Dal           | Fino al           |
| --------------------------- | ------------------ | ------------- | ----------------- |
| generale designato d'armata | Carlo Vecchiarelli | 1 giugno 1943 | 19 settembre 1943 |